# NGC 1489
NGC 1489 est une lointaine et très vaste galaxie spirale barrée située dans la constellation de l'Éridan. NGC 1489 a été découverte par l'astronome américain Frank Müller en 1886.

## Caractéristiques
Sa vitesse par rapport au fond diffus cosmologique est de 11 461 ± 23 km/s, ce qui correspond à une distance de Hubble de 169 ± 12 Mpc (∼551 millions d'al).
La classe de luminosité de NGC 1489 est II et elle présente une large raie HI. De plus, c'est une galaxie active de type Seyfert 2.